# Catemaco
Catemaco là một đô thị thuộc bang Veracruz, México. Năm 2005, dân số của đô thị này là 46702 người.